# Адольф Пікте
Адольф Пікте (фр. Adolphe Pictet; 11 вересня 1799, Женева або Лансі — 20 грудня 1875, Женева) — швейцарський лінгвіст, філософ, баліст і письменник. Кавалер Ордена Почесного легіону (1866). За широке коло своїх інтересів отримав прізвисько с L’Universel (з фр. «різнобічний», «вселенський», «світовий»).

## Сім'я
Сім'я Пікте походить з комуни Нейдан під Женевою. Адольф Пікте — племінник фізика та натураліста Марка Огюста Пікте, родич фізика Рауля Пікте, зоолога та палеонтолога Франсуа Жюля Пікте де ла Ріви. Шостий із семи дітей дипломата та державного діяча Шарля Пікте де Рошмона й Аделаїди Сари де Рошмон (1767—1830) та їх четвертий син. Після Віденського конгресу у 1815 році батько Адольфа став національним героєм, оскільки керував на конгресі залишенням Женеви у складі Швейцарської конфедерації та готував проєкт Декларації вічного нейтралітету. У 1824 році Адольф одружився з Еммі Генрієтт Августина Казнов, доньки Шарля Теофіла Казнова, їх діти: Емма (1825—1877), Адольф Анрі (1830—1893), Леоні Генрієтта Валентина (1841—1892), Аліса Софі Матильда (1841—1892) і Шарль (нар. 1827), який помер у дитинстві.

## Біографія

### Дитинство й освіта
Народився 11 вересня 1799 року у Женеві або Лансі. Він навчався під керівництвом Ф. фон Фелленберга, друга свого батька, у маєтку (навчальному закладі) Гофвіль (фр. Hofwyl) недалеко від Берна. Там він вивчав природничу історію, складав музику, мав успіх у математиці, стародавніх мовах і фізичних вправах.
Служив у швейцарській артилерії, старший офіцер, капітан з 1829 року, майор з 1832 року та полковник артилерії з 1839 року, друг Г. А. Дюфура з 1830 року.
Наприкінці 1810 — на початку 1820 років вивчав філософію у Женеві — у 1818 вступив до Женевського університету, Парижа (відвідував лекції Віктора Кузена, Ф. П. Г. Гізо) — поглиблював свої знання (1820), Берліні (1821—1823 роках; на курсах Гегеля і Шляєрмахера; там він познайомився зі Шлегелем, з яким він листувався протягом багатьох років, Гете, Шеллінгом, він був знайомий також з Ф. А. Штапфером), Лондоні й Единбурзі (1823 рік; там він зацікавився кельтськими мовами).

### Початок наукової діяльності
У 1820 році він вирушив до Парижа, та філософія цікавила його найбільше. Це сталося у той момент, коли Комісія народної освіти усунула Віктора Кузена з його посади у Сорбонні. Кузен залучив Пікте до своєї роботи та запропонував йому допомогти заснувати «Журнал філософії» (фр. Revue de philosophie; цей проєкт так і не було реалізовано). Під час його роботи асистентом Кузена у центрі його уваги була теорія краси.
Повернувся у Женеву у 1823 році і наступного року одружився з Емме Генрієтті Августині Казнов. Публікував роботи з філософії, лінгвістики, балістики та вивчення снарядів, літератури.
Перші його роботи були опубліковані у «Британській бібліотеці» — журналі, заснованому його батьком Шарлем і дядьком Марком Огюстом.

### Кельтологія
У 1837 році у роботі «Про спорідненість кельтських мов з санскритом» (фр. De l’affinité des langues celtiques avec le sanscrit), яка принесла йому популярність і зробила йому ім'я в європейському лінгвістичному світі, встановив приналежність кельтських мов до індоєвропейської сім'ї одним з перших (після Дж. К. Причарда, робота якого була невідома Пікте, та Ж. Рішара, випередивши Ф. Боппа, який, маючи відправною точкою дослідження Пікте, розв'язав питання про приналежності генетичної приналежності кельтських мов остаточно). Вітлі Стоукс назвав Пікте «ранковою зіркою кельтської філології» (англ. the Morning Star of Celtic Philology). Ця робота отримала премію Вольнея — премію за роботи у галузі порівняльно-історичного мовознавства, засновану К. Ф. Вольнеєм.
Невдовзі після цього він отримав призначення професором порівняльного літературознавства та естетики у Женевському університеті, у 1838—1844 роках викладав там естетичну філософію та історію сучасної літератури.
Пікте був другом Ліста та Жорж Санд. Його двоюрідна сестра Александра Пікте (1807—1885) також була дружною з Жорж Санд. У 1832 році вона вийшла заміж за російського офіцера М. Венедиктова (в іншому прочитанні Бенедиктова) та провела свої пізні роки у Росії. У 1838 році Пікте опублікував оповідання «Une course à Chamounix: conte fantastique», де розповідає про свою подорож разом з Жорж Санд, Лістом і Марі д'Агу до Шамоні.
6 грудня 1856 року Пікте став десятим дійсним членом Національного женевського інституту, замість померлого Ж.-Ф. Шапонньєра. На той момент він був професором-агреже (professeur agrégé) естетики та лінгвістики у Женевському університеті та полковником артилерії.

### Лінгвістична палеонтологія
Ввів термін «лінгвістична палеонтологія» (фр. paléontologie linguistique). У 1859 році у своїй праці «Індоєвропейські витоки, або Арійські племена» (фр. Les origines indo-européennes, ou les Aryas primitifs; magnum opus Пікте, робота, яка завоювала широку популярність, як автор якої Пікте найбільше запам'ятався) він зробив «першу велику спробу зобразити на підставі мовного матеріалу індоєвропейської сім'ї повну картину побуту та культури індоєвропейського народу-предка та принагідно визначити місце його проживання», «монументальну спробу реконструювати цілий світ праіндоєвропейців». Ця праця започаткувала лінгвістичну палеонтологію. Ним захоплювався, наприклад, Ж. Л. А. Катрфаж. Після публікації другого тому у 1863 році Інститут Франції вдруге присудив Пікте премію Вільнея.
Після цього різні академії обирають його своїм почесним членом або членом-кореспондентом: Королівське товариство Единбурга (1864), Ірландська королівська академія (1875), Етнографічне товариство Нью-Йорка, Академія Станіслава у Нансі (1868) та інші. Міністерство освіти Франції призначило його кореспондентом Комісії з топографії Галлії (фр. Commission de la topographie des Gaules) у 1864 році.
У 1859 році ввів концепцію лінгвістичної безперервності («безперервного ланцюга специфічних мовних зв'язків»), з якою пов'язане зародження лінгвістичної географії та ареальної лінгвістики.

### Останні роки та спадщина
Пікте не мав лінгвістичної освіти. У роботах Пікте відсутній суворий науковий метод, є припасування фактів і некритичне ставлення до своїх побудов. Його роботи становлять лише історичний інтерес.
Його удосконалення ракети Конгріва привернуло інтерес урядів Сардинського Королівства та Франції, а його метод виготовлення ударних снарядів купив уряд Австрії.
Пікте страждав від порушення слуху, яке посилювалось з роками.
Адольф Пікте помер у Женеві 20 грудня 1875 року у віці 76 років. Тоді він багато працював над другим виданням «Індоєвропейських витоків» і практично не виходив з дому, тільки щоб сходити до Женевського Товариства читання (фр. Société de lecture). Востаннє, коли він з'являвся на публіці, він супроводжував кортеж Г.-А. Дюфура.

## Пікте таСоссюр
Пікте мав тривалі зв'язки з сім'єю Соссюрів: він був у близьких відносинах з А. А. Неккер де Соссюр, письменницею та подругою ще більш відомої письменниці Ж. де Сталь (двоюрідної сестри свого чоловіка), а двоюрідна сестра Адольфа Адель Пікте (1836—1917; фр. Adèle Pictet) вийшла заміж за племінника А. А. Неккер де Соссюр Теодора де Соссюра (Théodore de Saussure), дядька Фердинанда де Соссюра. Тулліо де Мауро називає Пікте «одним із богів-покровителів (англ. tutelary gods) дитинства Соссюра». Сам Соссюр пише про це у своїх мемуарах 1903:

Поважний Адольф Пікте, автор «Індоєвропейських витоків», був сусідом моєї родини у нашому заміському будинку протягом частини року, коли мені було 12 чи 13 років. Я часто зустрічав його у його володіннях Малані поблизу Версуа, і хоча я не наважувався багато розпитувати чудового старого, я без його відома мав до нього таку глибоку повагу, що ретельно вивчив кілька розділів його книги. Ідея, що можна було за допомогою одного чи двох складів санскрита — такою була ідея книги і всієї лінгвістики того часу — відновити життя зниклих народів, розпалила в мені ентузіазм, безприкладний у своїй наївності; у мене немає спогадів про насолоду лінгвістикою більш чудових і щирих, ніж спогади з дитинства, які спливають сьогодні в мене в пам'яті.
Оригінальний текст (фр.)
Le vénérable Adolphe Pictet, l’auteur des Origines Indo-européens, était le voisin de campagne de ma famille, pendant une partie de l’année, lorsque j’avais l’age de douze ou treize ans. Je le rencontrerais souvent dans sa propriété de Malagny près de Versoix, et quoique je n’osasse pas beaucoup interroger l’excellent vieillard, je nourrissais à son insu une admiration aussi profonde qu’enfantine pour son livre, dont j’avais sérieusement étudié quelques chapitres. L’idée qu’on pouvait, à l’aide d’une ou deux syllabes sanscrites, — car telle était l’idée même du livre et de toute la linguistique de cette époque — retrouver la vie des peuples disparus m’enflammait d’un enthousiasme sans pareil en sa naïveté; et je n’ai pas de souvenirs plus exquis ou plus vrais de jouissance linguistique que ceux qui me viennent encore aujourd’hui par bouffées de cette lecture d’enfance.
— F. de Saussure. «Souvenirs de F. de Saussure concernant sa jeunesse et ses études»
Тут мають на увазі книгу «Індоєвропейські витоки, чи Арійські племена».
Пікте познайомив 13-річного Ф. де Соссюра з індоєвропеїстикою, його погляди вплинули на Соссюра. Джон Е. Джозеф з Единбурзького університету називає Пікте «людиною, яка справила найбільший вплив на Соссюра». На думку Б. М. Гаспарова, Пікте «зіграв вирішальну формувальну роль у підлітковому віці Соссюра» (англ. played a crucial formative role in Saussure’s adolescent years).

## Праці
Праці з порівняльно-історичного мовознавства та порівняльної граматики:
- De l'affinité des langues celtiques avec le sanscrit. — Paris[24]: B. Duprat, 1837[24][7].
- Les origines indo-europeens, ou les Aryas primitifs. — Paris, 1859—1863[7].
  - Les origines indo-europeens, ou Les Aryas primitifs, première partie: essai de paléontologie linguistique — Paris: J. Cherbuliez, 1859[32] (перша частина).
  - Les origines indo-europeennes, ou Les Aryas primitifs, seconde partie: essai de paléontologie linguistique — Paris: J. Cherbuliez, 1863[32] (друга частина).
  - Les origines indo-europeennes, ou les Aryas primitifs: essai de paléontologie linguistique — 2 édition, revue et augmentée — Paris: Sandoz et Fischbacher, 1878[32] (друге видання, перероблене та доповнене).
- Essai sur quelques inscriptions en langue gauloise. — Genève: JoeΏ̈l Cherbuliez[32], 1859[7].

Робота з естетичної філософії:
- Du beau dans la nature, l'art et la poésie[24]: études esthétiques[20]. — Paris: J. Cherbuliez, 1856. Друге видання:
  - Du beau dans la nature, l'art et la poésie: études esthétiques — Nouvelle édition — Paris: Sandoz et Fischbacher, 1875[32].

Робота з балістики:
- Essai sur les propriétés et la tactique des fusées de guerre. — Turin: Chez Antoine Pavesio, 1848.

Оповідання:
- Une course à Chamounix[7]: conte fantastique[20]. — Paris: B. Duprat[35], 1838.

Інші роботи:
- Dixième lettre d'un voyageur.
- Origines de quelques noms de l'éléphant[36][32] — стаття[37] у журналі "Journal asiatique" 1843 року.
- Du culte des Cabires chez les anciens Irlandais — Genève, Paris, 1824.
- Le mystère des Bardes de l'Ile de Bretagne або la doctrine des bardes gallois du Moyen Age sur Dieu, la vie future et la transmigration des âmes, text original, traduction et commentaire — Genève: J. Cherbuliez, 1856 (переклад з примітками та коментарями[21]).
- Nouvel essai sur les inscriptions gauloises: [et] lettres adressées à M. le Genéral Creuly — Paris, 1867.
- La racine «dru» dans les noms celtiques des rivières.

Переклав з німецької:
- Zschokke H. Histoire de la révolution suisse et de la chute des petits cantons[36] / Traduite de l'allemand par M. Pictet / Genève: A. Cherbuliez, 1830.